# 末永裕樹
末永裕樹（日语：／ Suenaga Yūki，5月21日—），日本漫畫原作者、漫畫家。男性。
主要創作演藝界題材漫畫。代表作為在《週刊少年Jump》上連載的《朱音落語》。

## 經歷
在《週刊少年Jump》2017年舉辦、面向新人漫畫原作者的比賽中獲得準優勝。得獎作品《謝幕之時》是漫才漫畫，之後交由比良賀明也作畫並完稿，刊登在《Jump GIGA》2018 WINTER vol.1上。
雖然是透過漫畫原作者的比賽出道，但本人實際上也會繪製漫畫。2018年發表的短篇漫畫《銀河的秘密》便是包括作畫在內，全由末永一人獨力完成的作品。
2021年，再度作為漫畫原作者發表短篇作品《多多良與獅道》，與出道作同樣以漫才為主題，擔任該作作畫的是馬上鷹將。2022年，藉由落語漫畫《朱音落語》在《週刊少年Jump》上連載出道，再度作為漫畫原作者與馬上鷹將搭檔。

## 個人生活
已婚並育有一子，其子於2023年出生。個人興趣是吉他與散步。喜歡的作品是《灌篮高手》與《BLUE GIANT 藍色巨星》。

## 作品
| 標題         | 形式 | 刊登於                      | 單行本 | 備註                                                                           |
| ------------ | ---- | --------------------------- | ------ | ------------------------------------------------------------------------------ |
| 謝幕之時     | 短篇 | －                          | 未收錄 | 第三屆「」準優勝 後交由比良賀明也作畫並完稿，刊登於Jump GIGA 2018 WINTER vol.1 |
| 銀河的秘密   | 短篇 | Jump GIGA 2018 SUMMER vol.1 | 未收錄 |                                                                                |
| 多多良與獅道 | 短篇 | 週刊少年Jump 2021年27號     | 未收錄 | 原作擔當，作畫為馬上鷹將                                                       |
| 朱音落語     | 連載 | 週刊少年Jump 2022年11號－   | 發行中 | 原作擔當，作畫為馬上鷹將                                                       |

## 外部連結
- 末永裕樹的X（前Twitter）